# Darkley
Darkley är en ort i Storbritannien.   Den ligger i riksdelen Nordirland, i den västra delen av landet, 500 km nordväst om huvudstaden London. Darkley ligger 202 meter över havet och antalet invånare är 224.
Terrängen runt Darkley är lite kuperad. Runt Darkley är det ganska glesbefolkat, med 26 invånare per kvadratkilometer. Närmaste större samhälle är Armagh, 14,8 km norr om Darkley. Trakten runt Darkley består i huvudsak av gräsmarker.